# گرولی پوت وو (آریزونا)
گرولی پوت وو (به انگلیسی: Gurli Put Vo) یک منطقهٔ مسکونی در ایالات متحده آمریکا است که در آریزونا واقع شده‌است. گرولی پوت وو ۶۱۵ متر بالاتر از سطح دریا واقع شده‌است.